# Хафизов, Фаиз Закиевич
Фаиз Закиевич Хафизов (25 августа 1938, Старые Туймазы — 30 ноября 2024) — инженер-геолог, Лауреат Государственной премии СССР в области науки и техники (1984), Заслуженный геолог Российской Федерации (1999), доктор геолого-минералогических наук (1987), профессор (1994), академик РАЕН (1993), Международной академии информатизации (1994), Международной восточной нефтяной академии (1993), Международной академии минеральных ресурсов (1995).

## Краткая биография
Хафизов Фаиз Закиевич родился 25 августа 1938 года в деревне Старые Туймазы Туймазиского района Башкирской АССР.
В 1958 году окончил Октябрьский нефтяной техникум, а в 1965 году — Московский институт нефтехимической и газовой промышленности.
С 1958 года по 1966 годы работал техником-геологом в конторе разведывательного бурения треста «Башвостокнефтеразведка» города Бирск.
В 1966—1974 гг. работал старшим геологом Тюменской геологической экспедиции и Тюменской комплексной геолого-разведочной экспедиции.
В 1974—1976 гг. был старшим инженером по подсчёту запасов в составе группы советских специалистов в Республике Куба.
В 1976—1985 гг. начальник партии подсчёта запасов и Тюменской тематической экспедиции.
В 1985—1989 гг. работал главным геологом и заместителем начальника Главтюменьгеологии.
В 1989—1991 гг. занимал должность заместителя генерального директора Межотраслевого научно-технического комплекса «Геос» Министерства геологии СССР.
В 1991—1994 гг. — заместитель генерального директора ВНИИ Геосистем Роскомнедра.
В 1994—2002 гг. — председатель Западно-Сибирского регионального геологического центра.
С 2002 года является главным научным консультантом научно-аналитического центра рационального недропользования ХМАО. Профессор Тюменского нефтегазового государственного университета.
Умер 30.11.2024 в городе Тюмень

## Научная деятельность
Хафизов Фаиз Закиевич является автором отчётов и непосредственным участником защиты запасов нефти и газа в Государственной Комиссии по запасам при Совете Министров СССР по 20 месторождениям Западной Сибири, в том числе по Самотлорскому, Ямбургскому, Заполярному, Уренгойскому и другим месторождениям Тюменской области. Им опубликовано более 80 научных работ, в том числе 5 монографий.

## Награды и звания
- Медаль «За трудовое отличие» (1974);
- Знак «Отличник разведки недр» (1976);
- Орден Трудового Красного Знамени (1979);
- Медаль «За заслуги в разведке недр» (1983);
- Государственная премия в области науки и техники (1984);
- Медаль «За освоение недр и развитие нефтегазового комплекса Западной Сибири» (1984);
- Медаль «Ветеран труда» (1987);
- Звание «Первооткрыватель месторождения» (1988);
- Звание «Заслуженный геолог Российской Федерации» (1999);
- Знак «300 лет горно-геологической службе России» (2000);
- Почётный нефтяник Тюменской области (2008).